# トリニティ神学校

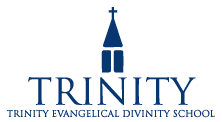

トリニティ神学校（トリニティしんがっこう、英語: Trinity Evangelical Divinity School、TEDS）は、アメリカ合衆国イリノイ州ディアフィールドにある150以上のPhDプログラムを持ち、世界中から1200人以上の大学院生が集う世界有数の福音主義神学校。トリニティ国際大学を含める。アメリカ福音自由教会の働きの一つである。
日本の福音派から、後に神学校の教師となった人物などの指導者が多数留学したことでも知られている。

## 歴史
トリニティ神学校は、スウェーデンの福音自由教会がシカゴ教会の地下で10週間の聖書コースを開始した1897年に源を発する。神学校は20世紀初頭に大きく成長した。その後、1960年代に、現在のイリノイ州ディアフィールドキャンパス（シカゴの北部）に移動した。1995年、トリニティ・カレッジ、マイアミのトリニティ・カレッジ、カリフォルニア州サンタアナのトリニティ・ロースクール、トリニティ神学校が、トリニティ・インターナショナル大学を結成した。

## 教授
- ドン・カーソン 1946- 新約学教授
- ジョン・フェインベルク（英語版） 1946- 聖書および組織神学科の学科長
- ジェームス・ホフマイアー（英語版） 1951- 旧約学教授
- ハロルド・ネットランド 1955- 宣教学部の教授
- ケビン・ヴァンフーザー（英語版） 1957- キリスト教神学者、組織神学の教授
- テモテ・ワーナー - 宣教学部の教授

## 著名な卒業生
- ウォルター・カイザー 1933- 旧約聖書学者、ゴードン・コンウェル神学校の元学長
- デイビッド・ウェルズ 1939- ゴードン・コンウェル神学校の神学教授
- マーク・ノル 1946- リージェントカレッジの歴史研究教授、
- クレイグ・ブロムバーグ 1955- デンバー神学校の新約学教授
- スタンリー・ポーター 1956- マックマスター神学大学の新約聖書の学長、学部長、教授
- ジェームズ・マクドナルド 1960- ハーベストバイブルチャペルメガチャーチの主任牧師、テレビ福音派、そして作家

## 日本の卒業生
- 西満 1931-2012 元東京基督教大学助教授
- 古山洋右　1933-1995 元福音自由教会牧師　故人
- 小林和夫　1933- 東京聖書学院名誉院長。 東京聖書学院院長兼教授、東京聖書学院教会牧師、アジア神学大学院日本校、牧会学博士課程主任教授
- 飯塚 俊雄　1933-　東京若枝教会　 牧師
- 松本任弘 1937- 聖書宣教会、ヘブル語教師
- 小川国光　1942- 日本福音同盟理事長　東京恵約キリスト教会　 牧師
- 神田英輔 1942- 牧師　Warner Southern大学名誉博士
- 岸本紘 1945- 川越聖書教会牧師
- 上沼昌雄　1945- 前川越聖書教会牧師
- 内田和彦 1947- 元聖書宣教会神学舎教師会議長、前橋キリスト教会牧師
- 中川健一 1947- キリスト教福音宣教団体 ハーベストタイム理事長
- 金本悟 1948- 東京ミッション研究所元総主事・所長
- 小山田格 1948- 、単立・国際福音センター 牧師、ＪＴＪ宣教神学校講師
- 中村敏 1949- 新潟聖書学院学院長、
- 佐々木哲夫 1949- 東北学院大学名誉教授、日本キリスト教団正教師、元学校法人東北学院院長
- 渡辺睦夫　1952-　キリスト聖書神学校　 協力教師
- 松岡 義樹　1953-　門戸聖書教会　 協力教師
- 川端光生　1954-　キリストの栄光教会　 牧師
- 杉本玲子　1956-　町田ｸﾘｽﾁｬﾝｾﾝﾀｰ教育牧師、青山学院大学兼任講師
- 杉本智俊　1958-　慶應義塾大学文学部教授、町田ｸﾘｽﾁｬﾝｾﾝﾀｰ主任牧師、Ma of Div 1984 and Ma of Arts 1985
- 千代崎 備道　1959-　池の上キリスト教会　 牧師
- 中谷 建晴　1962-　堺大浜キリスト教会　 牧師
- 沖胡一郎　1963-　芦屋福音教会　 牧師
- 三好明久 1965- 関西聖書神学校宣教学講師、キリスト聖書神学校講師　元上野芝キリスト教会牧師　ニュー・クリエイション・チャーチ牧師
- 加藤光行　1966-　朝日聖書教会　 主任牧師
- 北野 献慈　1967-　広島福音自由教会　 代表牧師
- 山崎ランサム 和彦 1970- リバイバル聖書神学校（愛知県新城市）校長。日本福音主義神学会中部部会理事長
- マイケル・オー Michael Oh　1972-　キリスト聖書神学校校長、2007年より世界ローザンヌ運動の理事
- 安海和宣　1973-　ビサイドチャーチ東京　 牧師
- ポール・クラーク - 大阪聖書学院顧問、中振キリストの教会宣教師、関西クリスチャン・スクール理事
- 陳在赫(ジン・ジェヒョク) 新潟地球村教会主任牧師 アメリカ・ゴールデンゲート・バプテスト神学大学院招聘教授
- 神戸博央 一麦西宮教会牧師
- クレイグ・チェイペン Craig Chapin　-　キリスト聖書神学校副校長・学部長
- 高見澤栄子　-　キリスト聖書神学校　協力教師、韓国ハレルヤ教会日本語礼拝部 担当牧師、韓国トーチ・トリニティ神学大学院宣教学部長
- 岡村直樹 東京基督教大学教授
- 大友幸証 塩釜聖書バプテスト教会牧師
- ジョセフ・キム　-　キリスト聖書神学校　教師
- リトル・デール　聖書宣教会　講師
- 梅田玉姫　群馬国際キリスト教会　牧師
- リチャード・マクロクリン　-　キリスト聖書神学校　協力講師
- 島谷知明　マスタードシード・クリスチャン教会神戸　協力牧師
- 篠原基章　- 東京基督教大学教授
- 林和行　- ベテル神学校、大学准教授